# Fandriana (stad)
Fandriana is een stad in Madagaskar, gelegen in de regio Amoron'i Mania. De stad telt 32.696 inwoners (2005).

## Geschiedenis
Tot 1 oktober 2009 lag Fandriana in de provincie Fianarantsoa. Deze werd echter opgeheven en vervangen door de regio Amoron'i Mania. Tijdens deze wijziging werden alle autonome provincies opgeheven en vervangen door de in totaal 22 regio's van Madagaskar.

## Infrastructuur
Naast het basisonderwijs biedt de stad zowel middelbaar als hoger onderwijs aan. Fandriana beschikt tevens over een eigen ziekenhuis.

## Economie
Landbouw en veeteelt bieden werkgelegenheid aan respectievelijk 45% en 35% van de beroepsbevolking. Het belangrijkste gewas in Fandriana is rijst, terwijl andere belangrijke producten cassave en zoete aardappelen betreffen. In de industriële en dienstensector werkt respectievelijk 5% en 15% van de bevolking. Daarnaast werkt 10% van de bevolking in de visserij.
- Library of Congress Control Number: n2013038949
- Virtual International Authority File: 304478339